# 1802

## أحداث
- تأسيس مدينة دانغريغا وتقع حاليا في بليز.
- تأسيس مدينة سانتا روزا دي كوبان وتقع حاليا في هندوراس.
- تأسيس مدينة بونتا جوردا وتقع حاليا في بليز.
- 2 يونيو: تأسيس مدينة لوبوس وتقع حاليا في الأرجنتين.
- نهاية حروب الثورة الفرنسية في 25 مارس 1802 والتي بدأت في 20 أبريل 1792.

## مواليد
- ألكسندر دوما
- إغناسي دوميكو
- بنجامين هول
- محمد الرابع (علوي)
- محمد عليش
- 26 فبراير - فكتور هوغو. (توفي 1885 م).

## وفيات
- دانيال روجرز
- دانييل مورغان